# Carabus morbillosus
Carabus morbillosus es una especie de insecto adéfago del género Carabus, familia Carabidae. Fue descrita científicamente por Fabricius en 1792.
Habita en Argelia, Francia, Italia, Libia, Marruecos, España y Túnez. Alcanza unos 30 milímetros (1,2 pulgadas) de largo. Estos escarabajos suelen tener una coloración verde o púrpura de bronce metálico brillante, a veces incluso azul. Se alimentan de caracoles y pequeños insectos.